# Gaudete et exsultate
Gaudete et exsultate («Alegraos y regocijaos» en latín) es la tercera exhortación apostólica del papa Francisco, firmada el día 19 de marzo de 2018 (fiesta de San José) y hecha pública el 9 de abril ese mismo año. La exhortación lleva por subtítulo "Sobre el llamado a la santidad en el mundo actual".
El título tiene su origen en el sermón de las bienaventuranzas del capítulo 5 del Evangelio según San Mateo. La exhortación fue publicada originalmente en español, italiano, francés, inglés, portugués, alemán, polaco y árabe.

## Contenido
Gaudete et exsultate consta de 177 párrafos, de los cuales 175 a su vez conforman los 5 capítulos de la exhortación: 
1. «El Llamado a la santidad»
2. «Dos sutiles enemigos de la santidad»
3. «A la luz del Maestro»;
4. «Algunas notas de la santidad en el mundo actual»
5. «Combate, vigilancia y discernimiento»

Los 2 primeros párrafos, a modo de introducción, explican la cita bíblica (Mt 5, 12) que da nombre a la exhortación (1º), y muestran la intención del papa a la hora de redactarla: "Mi humilde objetivo es hacer resonar una vez más el llamado a la santidad, procurando encarnarlo en el contexto actual, con sus riesgos, desafíos y oportunidades" (2º). El documento original tenía 40 páginas.